# Aziatische rijst
Aziatische rijst (Oryza sativa) behoort zoals alle granen tot de grassenfamilie (Poaceae). Rijst is het belangrijkste voedsel voor een groot deel van de wereldbevolking, vooral in de warmere streken. In de subtropen wordt O. sativa subsp. japonica verbouwd, terwijl in de tropen O. sativa subsp. indica de overhand heeft.

## Oorsprong
Oryza sativa stamt af van de wilde Oryza rufipogon in een domesticatieproces dat gedacht wordt zo'n 9000 jaar geleden plaats te hebben gevonden. Daarbij is er discussie of dit twee onafhankelijke domesticaties zijn geweest in verschillende gebieden van indica en japonica, of dat beiden het resultaat zijn van een enkele domesticatie. Er is een groot genetisch verschil tussen de langkorrelige indica en de kortkorrelige plakkerige japonica, wat zou wijzen op twee onafhankelijke domesticaties. Dit beeld wordt ondersteund door enkele fylogenetische studies. Op basis van genetisch onderzoek is echter vastgesteld dat het om een enkele domesticatie gaat, die tussen 13.500 en 8200 jaar geleden heeft plaatsgevonden. Dit komt overeen met archeologische vondsten die de domesticatie rond deze tijd plaatsen in de Jangtsekiang-vallei.
Op grond van fytolietenonderzoek werd gecultiveerde rijst vastgesteld in sedimenten van de Oost-Chinese Zee, die waarschijnlijk door de Jangtsekiang werden aangevoerd. Met C14-datering werd een ouderdom van 13.900 cal. jaren BP vastgesteld, wat erop wijst dat deze cultivatie dateert uit het tamelijk warme en vochtige Allerød Interstadiaal. De fytolieten verdwenen tussen 13.000–10.000 jaar BP, wat overeenkomt met het koude Jonge Dryas stadiaal. Na 10.000 jaar BP verschenen ze weer. Men concludeerde dat het koudere klimaat de cultivatie onderbroken had.

### Nationalistische archeologie
De oudste rijst die door boeren gecultiveerd werd, zou ontdekt zijn in Zuid-Korea. Via radiometrische datering zou zijn vastgesteld dat de 59 gecarboniseerde rijstkorrels dateren uit de periode van 12.000 tot 13.000 jaar voor Chr. Dit zou ruim 3000 jaar ouder zijn dan de rijstkorrels die zijn ontdekt langs de Gele Rivier en de Jangtsekiang in China. De rijstkorrels zijn gevonden tijdens opgravingen door Lee Yung-jo en Woo Jong-yoon tussen 1997 en 2001 in de Zuid-Koreaanse provincie Noord-Chungcheong. Op dit bericht kwam echter geen enkel vervolg meer, zodat de vondst eerder moet worden beschouwd als de uiting van een op Koreaans nationalisme gebaseerde wens de oudste rijstvondst te kunnen claimen.

## Culturele invloed

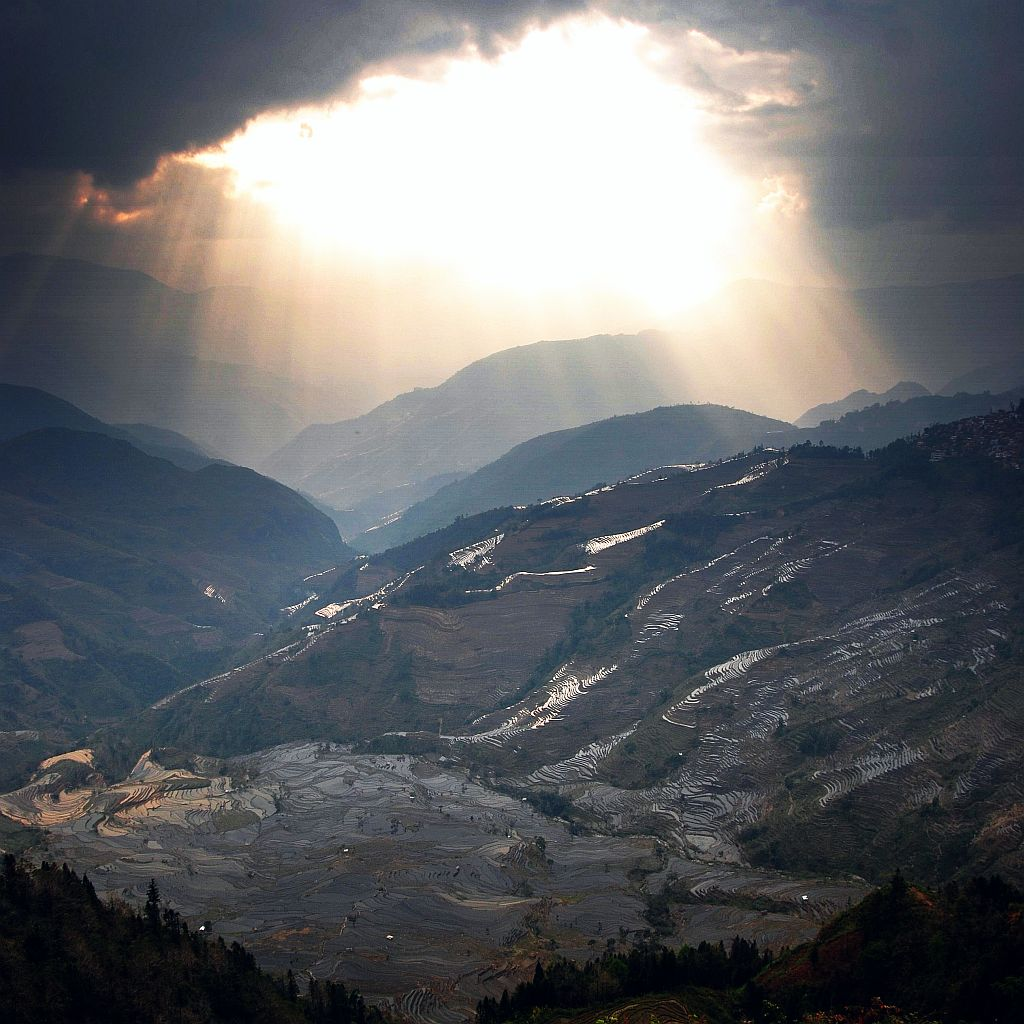
Rijstvelden hadden zowel op het landschap als op de politiek van Azië een grote invloed

De rijstcultuur in China was weliswaar arbeidsintensief, maar de zaaizaadfactor lag aanmerkelijk hoger dan die van andere granen. Met behulp van ijzeren werktuigen en ossen werd het mogelijk om grote beschavingen te ondersteunen en verspreidde de rijstcultuur zich over grote delen van Azië, om ook daar beschavingen te ondersteunen en staatsvorming te bevorderen.
- Bibliotheek van het Japanse parlement: 00564118